# 愛川哲也
愛川 哲也（あいかわ てつや、1949年11月 - ）は、日本の漫画家。北海道岩見沢市出身。

## 経歴
1980年代頃からペンネームを愛川てつやとして活動を開始し、主に少年誌で活動する。当時の代表作である『多摩川ギャル日記』は、2年間にわたってプロ野球のファームの取材を行った愛川本人の成果を漫画にした作品である。
1980年代中頃からはペンネームを戻し、青年誌で活動するようになる。『漫画サンデー』（実業之日本社）で連載した作品のうち、『部長の愛人』『偏差値 H倶楽部』『令嬢物語』は実写映画化、『MoMoKo』はOVA化された。

## 作品リスト

### 愛川てつや名義
- スケボー野郎 アポロ（作：古沢一誠、月刊コロコロコミック、小学館）
- ときめきギャル（月刊スポコミ、一道社）
- 軟弱グラフィティ（週刊少年チャンピオン増刊、秋田書店）
- ときめき甲子園（週刊少年チャンピオン増刊、秋田書店）
- スニーカーパラダイス（週刊少年チャンピオン増刊、秋田書店）
- ごーいんぐキンギョ（週刊少年マガジン、講談社）
- 多摩川ギャル日記（月刊一球入魂、新日本スポーツ企画、全1巻）
- 英雄シリーズ（作：野田万寿夫、コミック劇画村塾、スタジオシップ）
  - パートタイムの救世主
  - ときめきのセーラー服仮面

### 愛川哲也名義
- 危めのヴィーナ（作：梶研吾、コミック劇画村塾、スタジオシップ、全1巻）
- 青い宇宙の冒険（作：小松左京、講談社、全1巻）
- メモリーロード（GTコミック、芸文社）
- 部長の愛人（作：本間正夫、漫画サンデー、実業之日本社、全6巻）
- ときめいてワンナイト（コミックバンバン、徳間書店）
- 偏差値 H倶楽部（漫画サンデー、実業之日本社、全4巻）
- 令嬢物語（漫画サンデー、実業之日本社、全2巻）
- MoMoKo（漫画サンデー、実業之日本社、全3巻）

## アシスタント
- 福神伶